# 203 mm/50 Тип 3
203 mm/50 Тип 3 е корабно оръдие с калибър 203 mm и дължина на ствола 50 калибра, разработено в Япония. Състои на въоръжение в Императорските ВМС на Япония. Използва се в годините на Втората световна война, явява се основното оръжие на японските тежки крайцери. С тези оръдия са въоръжени тежките крайцери от типовете „Фурутака“, „Аоба“, „Миоко“, „Такао“, „Могами“, „Тоне“, а също така и на тайските броненосци за брегова отбрана от типа „Шри Аютхаи“. Отличава се с висока ефективност, принадлежи към числото на най-добрите оръдия от своя клас.

## История на създаването и конструкция
Японския флот не е напълно удовлетворен от оръдията 200 mm/50 Тип 3 №1, които носят крайцерите от типовете „Фурутака“, „Аоба“ и „Миоко“. Те са с по-малък от максимално разрешения според Вашингтонския договор калибър и отстъпват по тегло на снаряда на аналогичните оръдия в другите страни. С оглед постоянният стремеж на ръководството на японския флот да има качествено превъзходство над потенциалните противници, такова положение на нещата е просто нетърпимо. Още един тласък за разработката на ново оръдие за тежките крайцери става създаването в периода 1923 – 1924 г. във Великобритания на 203-мм оръдия Mk.VIII, които имат ъгъл на възвишение до 70° и трябва да се използват като универсални. Тези артсистеми са предназначени за тежките крайцери от типа „Кент“. Фактически британската програма напълно се провалява и използването на толкова тежки оръдия за подсигуряване на ПВО се оказва невъзможно, но през втората половина на 1920-те години това все още не е известно и японските адмирали пожелават да получат оръдие със същите характеристики.
Оръдието е разработено в периода 1930 – 1931 г. под ръководството на инженер С. Хада, който по-рано създава оръдието Тип 3 № 1. Първоначално то има ъгъл на възвишение от 70°, но достатъчно скоро става ясно, че зенитният огън на тези оръдия няма да бъде ефективен, а за сметка на това конструкцията на кулите се усложнява прекомерно. На последващите модели ъгълът на възвишение е едва 55°. Най-голяма далечина на стрелбата се достига при ъгъл на възвишение от 45°.

## Оценка на проекта
| Сравнителни ТТХ на 203-мм корабни оръдия от Втората световна война |                     |                |                   |                      |                                  |                |
| Характеристики                                                     | 203 mm/50 Тип 3 № 2 | 203 mm/55 Mk.9 | 203 mm/50 Mk.VIII | 203 mm/50 Model 1924 | 203 mm/53 Ansaldo Mod. 1927/1929 | 20,3 cm SKC/34 |
| Държава                                                            | Япония              | САЩ            | Великобритания    | Франция              | Италия                           | Германия       |
| Калибър, мм                                                        | 203,2               | 203,2          | 203,2             | 203,2                | 203,2                            | 203,2          |
| Дължина на ствола, калибри                                         | 50                  | 55             | 50                | 50                   | 53                               | 60             |
| Маса на оръдието, кг                                               | 19 000              | 30 300         | 17 476            | 20 716               | 27 216                           | 20 700         |
| Скорострелност, изстрела/минута                                    | 4                   | 4              | 4 – 5             | 4                    | 3 – 4                            | 4              |
| Далечина на стрелбата, м                                           | 29 400              | 29 600         | 26 800            | 31 000               | 31 500                           | 33 540         |
| Маса на снаряда, кг                                                | 125,85              | 118            | 116,2             | 123                  | 125                              | 124            |
| Начална скорост на снаряда, м/с                                    | 840                 | 910            | 846               | 850                  | 940                              | 925            |